# Juan Carlos Ares
Juan Carlos Ares (ur. 23 grudnia 1963 w Buenos Aires) – argentyński duchowny katolicki, biskup pomocniczy Buenos Aires w latach 2014–2023, biskup San Carlos de Bariloche od 2023.

## Życiorys
Święcenia kapłańskie przyjął 25 listopada 1989 z rąk kardynała Juana Carlosa Aramburu. Pracował głównie jako duszpasterz kilku stołecznych parafii, był także m.in. kapelanem argentyńskich skautów oraz wicedyrektorem kurialnego departamentu ds. szkolnictwa.
17 listopada 2014 papież Franciszek mianował go biskupem pomocniczym archidiecezji Buenos Aires oraz biskupem tytularnym Cercina. Sakry udzielił mu 26 grudnia 2014 kardynał Mario Aurelio Poli.
19 maja 2023 papież Franciszek mianował go biskupem diecezji San Carlos de Bariloche. Ingres odbył 21 lipca 2023.